# TVStud-Initiative
TVStud ist eine gewerkschaftliche Basisbewegung für einen Tarifvertrag und Mitbestimmung für studentische Beschäftigte an deutschen Hochschulen, die seit 2018 in verschiedenen Teilen Deutschlands aktiv und seit 2021 bundesweit vernetzt ist. Bei der Tarifrunde 2023 erreichte die Initiative bei erstmaliger Beteiligung an der Regelung ihrer Arbeitsbedingungen auf Bundesebene eine schuldrechtliche Vereinbarung mit ersten Verbesserungen.
Vorbild ist der Abschluss des Tarifvertrags für studentische Beschäftigte (TV Stud III - KAV) 2018 in Berlin, dem einzigen Bundesland, in dem studentische Hilfskräfte nach Tarifvertrag beschäftigt sind.

## Geschichte

### Studentenbewegung in Berlin
Eine Sonderrolle bei den Arbeitsbedingungen studentisch Beschäftigter nimmt bereits seit 1969 Berlin ein. Im Zusammenhang mit der Studentenbewegung der 1960er Jahre wurden dort 1968/69 Personalräte zur Interessenvertretung erkämpft; in den übrigen Bundesländern gab und gibt es bis heute keine Personalräte.
Als Reaktion auf verschlechterte Arbeitsbedingungen in Form von Befristungen und stärkeren Abhängigkeiten, forderte die Gewerkschaft „Öffentliche Dienste, Transport und Verkehr“ 1976 erstmals einen Tarifvertrag, der die Interessenvermittlung zwischen Staat und den studentischen Beschäftigten gewähren sollte. Nach sich zuspitzenden Warnstreiks und Protestveranstaltungen nahm der Verband von Arbeitgebern des öffentlichen Dienstes in Berlin (VAdöD) ab 1979 Tarifverhandlungen auf. Nach weiteren Protesten und Arbeitsniederlegungen wurde 1980 ein Tarifvertrag vereinbart, der 1981 in Kraft trat und neben Löhnen und Vertragslaufzeiten auch verbesserte Urlaubs- und Sozialleistungen vorsah. Der Berliner Tarifvertrag für studentische Beschäftigte (TVStud I) blieb der einzige Tarifvertrag für studentische Beschäftigte deutschlandweit.
Als ab 1984 eine Aufkündigung des Tarifvertrages durch den neu zuständigen Wissenschaftssenator Wilhelm A. Kewenig drohte, formierten sich neue Proteste. Ausgehend von kleinen Gruppen der „Tarifvertragsinitiative der studentischen Beschäftigten in Berlin“ (kurz TV-Ini), die zunächst Aufklärungsarbeit leisteten und für die Gewerkschaft mobilisierten, formierte sich Widerstand. Die Ende 1985 angekündigte Kündigung des Tarifvertrags, die unter anderem eine Lohnkürzung um gut ein Drittel (von 16,69 DM auf 11,50 DM) bedeuten sollte, führte zu neuen Protesten und daraufhin Verhandlungen. Dem Schlichtungsangebot mit erheblichen Einbußen begegneten die Berliner Tutoren mit spontanen Arbeitsniederlegungen, Demonstrationen, Verkehrsblockaden, militanten Unterbrechungen des Lehrbetriebs und anderen Protestaktionen sowie einer erkämpften Urabstimmung, die einen offiziellen Streik vorsah. Insgesamt dauerte der daran anschließende Streik zwei Wochen und konnte bis zu 20.000 Studenten und studentische Beschäftigte gegen das neue Hochschulgesetz und die Kündigung des Tarifvertrages auf die Straße bringen. Daraufhin wurde 1986 für Berlin der TVStud II vereinbart.
Nachdem sich seit 2001 das Gehalt der studentischen Beschäftigten nicht erhöht hatte und 2003 auch die Jahressonderzahlungen eingestellt wurden, bildeten sich in Berlin erneut von der Basis ausgehende Protestbewegungen, die 2018 im TV Stud III mündeten, der unter anderem Mindestvertragslaufzeiten, Sonderurlaubsrechte und höhere Löhne vorsieht.
Während der Berliner Tarifvertrag die Arbeits- und Lebensbedingungen studentisch Beschäftigter nachweislich verbessert, sind studentische, wissenschaftliche und künstlerische Hilfskräfte und Tutoren in allen übrigen Bundesländern explizit durch eine Protokollerklärung aus dem Geltungsbereich des Tarifvertrages für den öffentlichen Dienst der Länder ausgeschlossen. Unter dem 2018 in Berlin erkämpften TVStud III ist etwa der Anteil studentisch Beschäftigter, die unter der Armutsgefährdungsgrenze leben, deutlich geringer, als in den übrigen Ländern. Versuche, bundesweit Tarifverträge zu etablieren, scheiterten zuletzt Mitte der 1990er. So werden die Rahmenbedingungen für studentische Beschäftigungsverhältnisse (außer in Hessen und Berlin) einseitig durch die Länder festgelegt und zwischen 1993 und 2008 kam es zu keinen Lohnerhöhungen in den übrigen Bundesländern, bis diese proaktiv eingefordert wurden. Mindestlohn, Kettenverträge, geringe Urlaubsansprüche und der Ausschluss aus der betrieblichen Mitbestimmung ist in den meisten Bundesländern die Norm, zumal studentisch Beschäftigte auch von den Lohnsteigerungen des TV-L ausgeschlossen sind.

### Bundesweite Bewegung und Strukturaufbau
Die bundesweite Initiative Tarifvertrag studentische Beschäftigte (TVStud) wurde als Tarifvertragsinitiative studentischer Beschäftigter im Februar 2002 in Steinbach bei Frankfurt am Main gegründet. Zu den Gründern gehörten Mitglieder lokaler und regionaler Tarifvertragsinitiativen, gewerkschaftlich organisierte Studierende sowie hochschulpolitisch Aktive und Interessierte. Ziel der Initiative war die tarifliche und personalrechtliche Absicherung aller studentischen Beschäftigten an wissenschaftlichen Einrichtungen, die mindestens die in Berlin seit 1980 gültigen Standards bundesweit festschreibt. Unterstützt wird TVStud von den Gewerkschaften GEW und Ver.di, studentischen Initiativen und Verbänden, dem studentischen Dachverband fzs, diversen lokalen Studierendenvertretungen, den Berliner Personalräten der studentischen Beschäftigten, parteinahen Hochschulgruppen und einzelnen engagierten Studierenden.
In Basisbewegungen organisierten sich seit 2018 an verschiedenen Hochschulen studentisch Beschäftigte. Dabei orientierten sich die Gruppen zumeist an gewerkschaftlichen Organizing-Ansätzen, um Strukturen aufzubauen, Interessenvertretung betreiben zu können und Forderungen demokratisch zu eruieren. Im August 2021 formulierten die Gewerkschaften ver.di und GEW in der Tarifrunde der Länder die Erwartung einer Gesprächszusage über die Tarifierung studentischer Beschäftigter, die schließlich errungen werden konnte. Begleitet wurde der Vorstoß mit offenen Briefen an die Parteispitzen von SPD und Grünen. Ausschlaggebend für den Zwischenerfolg war die gemeinsame Kampagne „Keine Ausnahme“ mit Streiks studentisch Beschäftigter, die seit der Kampagne 2021 bundesweit vernetzt sind. Außerdem ging daraus eine Bestandsaufnahme über die Arbeitsbedingungen studentisch Beschäftigter hervor.
In der nunmehr bundesweit vernetzten Initiative wird eine Verbesserung der Arbeitsbedingungen der bis zu 400.000 Tutoren und studentischen bzw. wissenschaftlichen Hilfskräfte in Deutschland angestrebt. Genaue Zahlen über die Anzahl liegen nicht vor, weil die Hochschulen und Universitäten die Beschäftigten häufig unter Sachmitteln führen statt unter Personal. Strukturaufbau zugunsten gestärkter Durchsetzungsfähigkeit findet insbesondere mit Blick auf die Tarifrunde der Länder ab dem 1. Oktober 2023 statt. Dort verhandeln arbeitgeberseitig die Tarifgemeinschaft deutscher Länder und für die Beschäftigten die Gewerkschaften unter Federführung der ver.di die Arbeitsbedingungen der entsprechenden Beschäftigten im öffentlichen Dienst. Stand Juni 2023 waren dazu Gruppen in rund 40 Städten aktiv. Die Bewegung setzt dabei nicht zuletzt auf die Absichtserklärungen von elf Landesregierungen, die Lage studentisch Beschäftigter zu verbessern. Unterstützung kam zudem Stand Juni 2023 von rund sechzig Professoren wie etwa Nicole Mayer-Ahuja und Klaus Dörre.
Im Zentrum der Forderungen nach einem Tarifvertrag standen zunächst allgemein Mindestvertragslaufzeiten, demokratische Mitbestimmung am Arbeitsplatz durch Personalräte und höhere, dynamisierte Löhne.

### Tarifverhandlungen 2023

#### Forderungen und erste Verhandlungsrunde
Die Forderungen konkretisierten sich durch Auswertung von ca. 7000 Befragungen studentischer Beschäftigter und wurden durch eine Verhandlungskommission TVStud-Aktiver, die als Delegierte ihrer Länder gewählt wurden, in die Vorbereitungen von ver.di und GEW eingebracht. mit Beschluss der ver.di Bundestarifkommission öffentlicher Dienst (BTKöD) vom 11.10.2023 wurde die Tarifierung der Arbeitsbedingungen von studentischen Beschäftigten zum Bestandteil der bevorstehenden Verhandlungen im Rahmen der Tarifrunde der Länder. Konkrete Ziele durch die Tarifierung waren:
(Erholungs-)Urlaubsanspruch in Höhe von 30 Tagen mit entsprechender Berechnungsgrundlage, Regelung zu Entgeltfortzahlung im Krankheitsfall (d. h. mindestens 6 Wochen und ab dem 1. Monat), Jahressonderzahlung und Zuschläge für Arbeiten zu ungünstigen Zeiten, Mindestvertragslaufzeit von 24 Monaten, Mindeststundenumfang von 40 Stunden/Monat (Unterschreitung nur auf Antrag der*des Beschäftigten) sowie ein einheitliches Stundenentgelt von 16,50 Euro im 1. Jahr der Beschäftigung, 17,50 Euro ab dem 2. Jahr und 18,50 Euro ab dem 3. Jahr.
Die erste Verhandlungsrunde startet am 26. Oktober in Berlin. Bei dieser wurde den Forderungen der Gewerkschaften durch den Arbeitgeberverband wie üblich mit keinem Gegenangebot begegnet und eine Tarifierung studentischer Beschäftigter abgelehnt. Dem Begegneten die TVStud-Initiativen mit der Vorbereitung von Arbeitskampfmaßnahmen.

#### Zweite Verhandlungsrunde, Arbeitskämpfe und Hochschulaktionstag
Nachdem auch in der zweiten Verhandlungsrunde am 2. und 3. November in Potsdam ungewohnterweise kein Gegenangebot gemacht wurde, folgten erste Warnstreiks in Kooperation mit anderen Berufszweigen im öffentlichen Dienst der Länder. Im Rahmen der ersten Streiks kam es an verschiedenen Universitäten zu fälschlichen Warnungen von Universitäten an ihre Beschäftigten, diese sein nicht streikberechtigt.
Einen Höhepunkt des organisierten Arbeitskampfes bildeten Aktionen rund um den bundesweiten Hochschulaktionstag am 20. November 2023. Meist unter Federführung der lokalen TVStud-Initiativen kam es mit einem Bündnis der Gewerkschaften, der Juso- und SDS-Hochschulgruppen sowie weiterer Netzwerke zu Forderungen unter dem Motto „Schluss mit prekärer Wissenschaft“ zu vielfältigen Aktionen. Themen waren neben dem TVStud, das WissZeitVG, die Tarifrunde auch für andere Universitätsbeschäftigte, die Soziale Lage von Studierenden/BAföG, die Ausfinanzierung der Hochschulen und die Höhe von Promotionsstipendien. In dessen Rahmen kam es in rund 80 Städten zu Streiks und in rund 100 Städten zu Aktionen. An einigen Standorten wie der größten Präsenzuni Deutschlands, der Universität zu Köln, organisierten die TVStud-Initiativen die größten Streiks Universitätsbeschäftigter seit mehreren Jahrzehnten.
Es folgten gemeinsame Aktionstage in Hamburg, Düsseldorf, Würzburg, München, sowie weiteren Städten. Etwa organisierten TVStud-Aktive mit Auszubildenden beispielsweise der Unikliniken in NRW am 21. November den Jugendaktionstag, bei dem sie gemeinsam in Düsseldorf streikten und demonstrierten. Nach weiteren Warnstreiks beteiligten sich die TVStud-Initiativen bei den landesweiten Streiktagen am 5. Dezember kurz vor der letzten Verhandlungsrunde. In Düsseldorf führte dies nach angaben des WDR zur größten Streik-Demo Beschäftigter im öffentlichen Dienst, die Düsseldorf je gesehen habe. Kurz vor der dritten Verhandlungsrunde wurde zudem ein Solidaritätsbrief veröffentlicht. Darin forderten 731 Universitätsprofessoren und 1481 weiter Universitätsbeschäftigte als Erstunterzeichner eine Tarifierung studentischer Beschäftigter.

#### Dritte Verhandlungsrunde und Ergebnis
Bei der dritten Verhandlungsrunde am 7. Und 8. Dezember in Potsdam kam es nach einer Verlängerung um einen weiteren Verhandlungstag zu einer Einigung. Vor Ort hatten erneut 10.000 beschäftigte demonstriert. Studentische Beschäftigte wurden in dieser Einigung nicht mit einer tarifvertraglichen Absicherung berücksichtigt, da dies noch immer von den Finanzministern kategorisch abgelehnt wurde. Allerdings wurden in einer schuldrechtlichen Vereinbarung zwischen Gewerkschaft und Tarifrunde der Länder eine Verbesserung der Arbeitsbedingungen vertraglich festgehalten. Neben einer Mindestvertragslaufzeit von einem Jahr und Mindestentgelten von 13,25 EUR ab dem Sommersemester 2024 und 13,98 EUR ab dem Sommersemester 2025 wurde die Thematisierung von studentisch Beschäftigten in der nächsten Verhandlungsrunde festgelegt. Mit dieser Regelung waren nicht nur erstmalig studentische Beschäftigte mit einer Verhandlungskommission an der Verbesserung ihrer Arbeitsbedingungen auf Bundesebene beteiligt, sondern auch die Löhne der bisher noch in Osten und Westen unterteilten Länder gleichgesetzt. Über die Annahme des Ergebnisses wird seitens der ver.di durch eine Mitgliederbefragung entschieden.
Die lokalen TVStud-Initiativen nahmen das Ergebnis zum Anlass, auf eine Umsetzung der Ergebnisse an ihren Standorten hinzuarbeiten und für die Tarifrunde 2025 Vorbereitungen zu treffen.

## Studie „Jung, akademisch, prekär“
Bei den Debatten der Tarifrunde 2021 wurde zwischen der Tarifgemeinschaft deutscher Länder TdL und Gewerkschaften eine Bestandsaufnahme über die Beschäftigungsbedingungen der studentischen Hilfskräfte vereinbart. Das Institut Arbeit und Wirtschaft der Universität Bremen (iaw) führte daraufhin in Kooperation mit ver.di, GEW und den bundesweiten TVStud-Initiativen die bislang größten Befragung von studentischen Beschäftigten in der Bundesrepublik durch. Die Ergebnisse der gut 11.000 Befragungen sind so nicht nur eine Bestandsaufnahme, sondern bieten eine zentrale Grundlage für Forderungen der Beschäftigten.
Rund 39 % der Hilfskräfte und Tutoren machen regelmäßig Überstunden, etwa genauso viele (39,6 %) nehmen ihren Urlaubsanspruch nicht wahr. Zudem gaben 15,7 % der Befragten an, Urlaubstage nachzuarbeiten und 21,8 % der Befragten arbeiten auch ihre Krankheitstage immer nach, während 30,9 % ihre Krankheitstage manchmal oder häufig nacharbeiten (in der Summe also 52,7 %). 16,7 % der studentischen Beschäftigten geben an, im Durchschnitt 4,9 Wochen vor oder nach Vertragsbeginn ohne Bezahlung zu arbeiten. Gleichzeitig laufen die Verträge außerhalb Berlins, wo Mindestvertragslaufzeiten von vier Semestern gelten, im Schnitt 5,7 Monate. Wer häufiger als ein Mal an einer Hochschule beschäftigt ist, arbeitet durchschnittlich zum dritten Mal auf derselben Stelle.
77,8 % der studentischen Beschäftigten gelten mit weniger als 1.250 Euro monatlichem Gesamteinkommen als armutsgefährdet. Dabei stellt der Lohn mit einem Anteil von 40 % regelmäßig die Haupteinnahmequelle dar.
Zudem zeigte die Studie, dass regelmäßig Aufgaben erfüllt werden, die rechtlich in den Verantwortungsbereich des technischen oder administrativen Personals fallen. Diese müssten höher nach den Regularien des Tarifvertrags für den öffentlichen Dienst der Länder (TV-L) vergütet wären.